# Georges Piot
Georges Piot, francoski veslač, * 14. september 1896, † 12. april 1980.
Piot Constant je za Francijo nastopil na Poletnih olimpijskih igrah 1924 v Parizu ter na Poletnih olimpijskih igrah 1928 v Amsterdamu. V Parizu je v dvojcu brez krmarja osvojil srebrno medaljo
Na igrah v Amsterdamu je nastopil v četvercu s krmarjem, ki je bil izločen v predtekmovanju.